# 利昂·萊德曼
利昂·马克斯·莱德曼（英語：Leon Max Lederman，1922年7月15日—2018年10月3日）是一名美国物理学家，1988年诺贝尔物理学奖获得者。

## 生平
生于纽约1946年进入哥伦比亚大学物理系读研究生，1951年获得博士学位后留校工作，1958年后任该校教授，1979-1989年曾任费米国家加速器实验室主任，并主持设计了超导超级对撞机建造计划。
莱德曼长期从事教育工作，曾任美国科学促进会理事会主席。他在粒子物理实验领域成果卓著，并因“中微子束方法及通过发现μ中微子验证轻子的二重态结构”而荣获1988年诺贝尔物理学奖。

## 外部連結
- Education, Politics, Einstein and Charm（页面存档备份，存于） The Science Network interview with Leon Lederman
- Biography and Bibliographic Resources（页面存档备份，存于）, from the Office of Scientific and Technical Information, United States Department of Energy
- Fermilab's Leon M. Lederman webpage（页面存档备份，存于）
- The Nobel Prize in Physics 1988（页面存档备份，存于）
- 诺贝尔官方网站利昂·M·莱德曼自传（页面存档备份，存于）
- Video Interview with Lederman from the Nobel Foundation（页面存档备份，存于）
- Timeline of Nobel Prize Winners in Physics webpage for Leon Max Lederman（页面存档备份，存于）
- Story of Leon by Leon Lederman（页面存档备份，存于）
- Honeywell – Nobel Interactive Studio
- 1976 Cresson Medal recipient from The Franklin Institute.